# Leptodea ochracea
Leptodea ochracea é uma espécie de bivalve da família Unionidae.
É endémica dos Estados Unidos da América. 